# Iglódi István-emlékgyűrű
Az Iglódi István-emlékgyűrű Iglódiné Fábry Zsuzsa által 2011-ben alapított elismerés, melyet minden év májusában, a Pesti Magyar Színház évadzáró társulati ülésén adnak át.

## A díjról
Az Iglódi Istvánról, a Pesti Magyar Színház – a korábbi Nemzeti Színház – társulatának 2009-ben elhunyt igazgatójáról elnevezett díjat özvegye alapította.

## Díjazottak
- 2011 Kubik Anna[1]
- 2012 Rancsó Dezső[2]
- 2013 Auksz Éva, akire – Fábry Zsuzsa szerint – az elhunyt színész-rendező, a színház korábbi igazgatója szakmai lányaként tekintett[3]
- 2014 Jegercsik Csaba[4]
- 2015 Soltész Bözse[5][6]
- 2016 Méhes László[7]
- 2017 Pápai Erika[8]
- 2018
- 2019
- 2020 Őze Áron[9]
- 2021 Gregor Bernadett[10]
- 2022 Cserna Antal[11]
- 2023 Igó Éva[12]
- 2024 Alföldi Róbert[13]